# سازمان انرژی اتمی چین
سازمان انرژی اتمی چین ( CAEA ) آژانس نظارتی است که بر توسعه انرژی هسته ای در جمهوری خلق چین نظارت می کند. 

## تاریخ
این آژانس از بخش وظایف نظارتی شرکت ملی هسته‌ای چین در سال‌های 1999 تا 2000 ایجاد شد.

## ساختار آژانس

### بخش اداری
این بخش مسئولیت تدارکات و پادمان های CAEA و مدیریت حفاظت فیزیکی مواد هسته ای و حفاظت آتش نیروگاه های هسته ای را بر عهده دارد. 

### گروه مهندسی سیستم
این بخش پروژه های اصلی تحقیق و توسعه هسته ای، ایجاد طرح توسعه نیروگاه های هسته ای و سوخت هسته ای را مدیریت می کند. همچنین مسئولیت ساخت، مدیریت و نظارت بر پروژه‌های هسته‌ای و کارهای معمول در موارد اضطراری هسته‌ای را بر عهده دارد. 

### اداره همکاری‌های بین‌المللی
سازماندهی و هماهنگی تبادل و همکاری با دولت ها و سازمان های بین المللی و صدور مجوز صادرات و واردات هسته ای و صدور مجوزهای دولتی را بر عهده دارد. 

### اداره کل برنامه‌ریزی
این اداره مسئول تصویب پیش نویس طرح انرژی هسته ای و تنظیم پلان سالانه توسعه انرژی هسته ای است. 

### گروه علم، فناوری و کنترل کیفیت
این بخش مسئول سازماندهی پیش مطالعه در مورد انرژی هسته ای و ترسیم معیارهای فنی هسته ای است. 

## همچنین ببینید
- آژانس بین المللی انرژی اتمی
- بخش برق در چین